# Thomas Jäschke

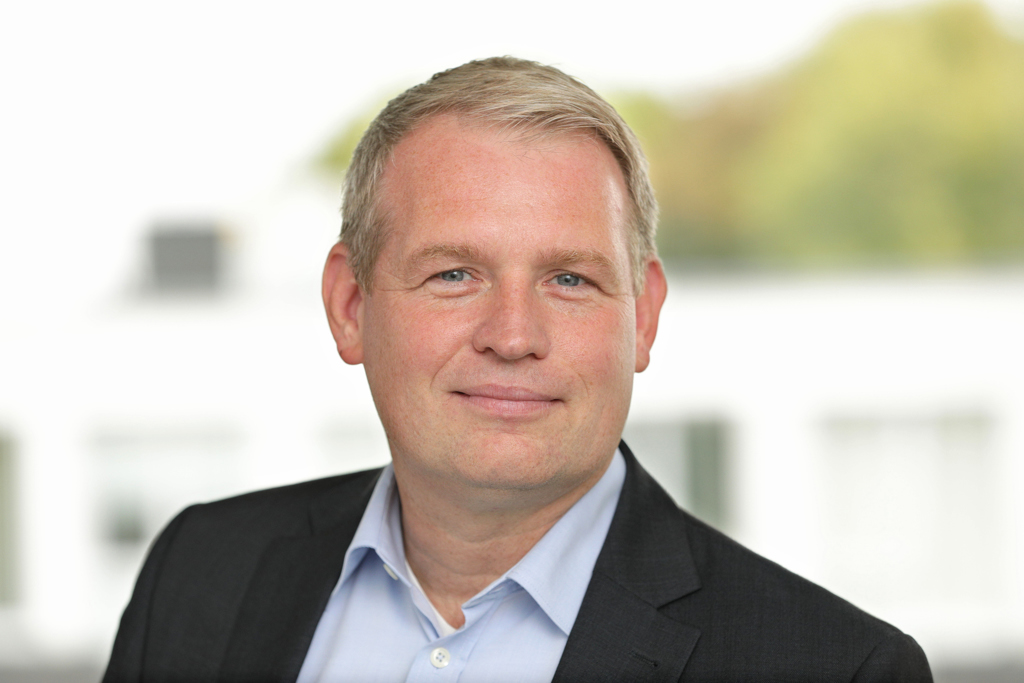
Thomas Jäschke, Juli 2020

Thomas Jäschke (geboren am 22. April 1968 in Gelsenkirchen) ist ein deutscher Medizininformatiker und Professor für Wirtschaftsinformatik an der FOM – Hochschule für Oekonomie und Management. Zudem ist Thomas Jäschke Leiter und Sprecher des Hochschulbereichs IT-Management der FOM. Darüber hinaus ist Thomas Jäschke als Gründer zahlreicher Unternehmen in Erscheinung getreten. Zurzeit ist er Geschäftsführer der Digital Avantgarde GmbH, Vorstand der Dr. Jäschke AG und Vorstand der DATATREE AG. Thomas Jäschke ist Autor und Herausgeber, unter anderem des Fachbuches Datenschutz und Informationssicherheit im Gesundheitswesen. Thomas Jäschke ist darüber hinaus in verschiedenen Unternehmen als externer Datenschutzbeauftragter und Chief Digital Officer tätig.

## Leben
Thomas Jäschke wurde am 22. April 1968 in Gelsenkirchen geboren und gewann 1984 mit seinem Team des Ruderklubs am Baldeneysee e.V. Essen den Jugendpokal der Deutschen Meisterschaften im Junior Achter. 1987 erlangte er das Abitur am Helmholtz-Gymnasium im Essener Stadtteil Rüttenscheid. Von 1987 bis 1988 leistete Thomas Jäschke seinen Zivildienst als Krankenpflegehelfer im Essener Alfried Krupp Krankenhaus.
Von 1989 bis 1995 studierte Thomas Jäschke an der Technischen Universität Dortmund Informatik und schloss sein Studium als Diplom-Informatiker ab. Gegenstand der Diplomarbeit waren Offline-Analyse von Zeitreihen aus transkraniellem Doppler-Monitoring.
Im Juni 1996 erfolgte die Gründung der Internet Service Professional GmbH, später ISPRO GmbH. Thomas Jäschke war maßgeblich an der Erfindung und Einführung des Zuweiseportals jesaja.net beteiligt, der ersten webbasierten Plattform für die digitale Einsichtnahme auf patientenbezogene Daten des Krankenhauses durch den nachbehandelnden niedergelassenen Arzt. Der sichere Datenaustausch zwischen verschiedenen Teilnehmern des Gesundheitswesens bildet dabei den Schwerpunkt. 2006 erfolgte der Verkauf der ISPRO GmbH an die CompuGroup Medical SE. 2008 schied Thomas Jäschke als Geschäftsführer aus dem Unternehmen.
2006 promovierte Thomas Jäschke an der Universität Duisburg-Essen als Medizininformatiker. Thema der Dissertation: „Die Patientendaten-Transfer-Zone in der Architektur der integrierten Versorgung – dezentral orientiert.“.
2008 erlangte Thomas Jäschke darüber hinaus den Master of Science als Wirtschaftsinformatiker, ebenfalls an der Universität Duisburg Essen. Thema der Masterarbeit: „Sicherer Austausch von Gesundheitsdaten im Arztnetz“.
Als Leiter des von Jäschke gegründeten „Institutes für Sicherheit und Datenschutz im Gesundheitswesen“ (ISDSG) beschäftigt er sich mit dem Schutz personenbezogener Daten im Gesundheitswesen.
Er lehrt unter anderem IT-Security, mobile Computing sowie Informations- und Wissensmanagement Netzwerke und Sicherheitsmanagement an der FOM Hochschule in den Studiengängen Wirtschaftsinformatik und IT Management.
Thomas Jäschke war darüber hinaus von 2018 bis 2019 im Fachbereich Wirtschaftsinformatik als Dekan an der FOM tätig.

## Projekte (Auswahl)
- Erfindung und strategische Markteinführung und -platzierung der Zuweiserportale beim heutigen Marktführer.
- Konzept- und Vorgehensentwicklung für Informationssicherheit und Datenschutz für Forschungsprojekte, wie SMITH, das virtuelle Krankenhaus, MeKids etc. zum sicheren Datentransfer von personenbezogenen Daten
- Begleitung und Durchführung von KRITIS-Audits nach ISO27001/BSI Grundschutz, sowie Branchenstandards, wie dem B3S
- Projektleitung AVplus im Auftrag der AOK Hessen zur Errichtung einer IT-Plattform zur Vernetzung von 300 Diabetologen.
- Compliance-Projekte zum Aufbau von Unternehmensprozessen und Investitionsschutz, durch Audits, Monitoring, Coaching, Stellung des Datenschutzbeauftragten und Informationssicherheitsbeauftragten
- Projekte zur Realisierung von Unternehmensstrategien im Interim - Management, Markteintritt, Geschäftsmodellentwicklung, Risikomanagement, Business Continuity Management und Expansion
- Großprojekte zur Implementierung von Managementsystemen für Datenschutz und Informationssicherheit im Gesundheitswesen, insbesondere Krankenhäuser und Universitätskliniken in Deutschland und der DACH-Region
- Projektverantwortlichkeiten bei der Durchführung und Steuerung in Bezug auf die Integrierte Versorgung durch IT-Technologien.
- Innovation Management zur systematischen Planung und Steuerung von Projekten. Evaluierung und Gutachtenerstellung als Basis unternehmerischer Entscheidungen für Investoren und Gründer.

## Öffentliche Wahrnehmung

### Unternehmertum

#### Vorstand der Dr. Jäschke-Gruppe
Die Dr. Jäschke-Gruppe ist ein national agierendes Netzwerk von rechtlich selbstständigen unabhängigen Unternehmen im Bereich der Digitalisierung, Unternehmens- und Managementberatung sowie Datenschutz und Informationssicherheit im Gesundheitswesen an fünf Standorten in Deutschland (Dortmund, Düsseldorf, Berlin, Würzburg, Bad-Isenburg).
Gegründet wurde die Dr. Jäschke-Gruppe im Mai 2018 aus einem Zusammenschluss eigenständiger Unternehmen:
- Dr. Jäschke AG – Thomas Jäschke (Vorstand)
- DATATREE AG – Thomas Jäschke, (Vorstand)
- GAIMS GmbH – Magnus Welz, Thomas Jäschke  (Geschäftsführung)
- Digital Avantgarde GmbH – Hendrik Riedel, Thomas Jäschke, (Geschäftsführung)
- memo GmbH – Nina Kill, Dieter Mohr (Geschäftsführung)
- luugoo GmbH – Angelica Morina, Thomas Jäschke (Geschäftsführung)

### Mitgliedschaften
- Mitglied im Club der Gesundheitswirtschaft e.V.[9]
- Mitglied im wissenschaftlichen Beirat der KKC-Fördergesellschaft e.V.
- Mitglied der Forschungsgruppe eHealth im KCG KompetenzCentrum für Management im Gesundheits- und Sozialwesen der FOM Hochschule für Oekonomie & Management
- Mitglied im BVMI e. V., der GI e. V., der GMDS e.V. und dem Bundesverband der Datenschutzbeauftragten Deutschlands BvD e.V., Gründungsmitglied der DGFM e.V

### Veröffentlichungen (Auswahl)
- Th. Jäschke (Hrsg.): Datenschutz und Informationssicherheit im Gesundheitswesen. Grundlagen, Konzepte, Umsetzung. 2. Auflage. Medizinisch Wissenschaftliche Verlagsgesellschaft, 2018, ISBN 978-3-95466-221-0.
- David Matusiewicz, Gerald Lux, Thomas Jäschke, Arno Elmer: Digitale Gesundheit. In: J. Wasem, Neumann, D. Matusjewicz: Medizinmanagement. 2. Auflage. Medizinisch Wissenschaftliche Verlagsgesellschaft, 2017, ISBN 978-3-95466-326-2.
- Ch. Thielscher, Th. Jäschke, P. Sommerhoff: Web-2.0-Anwendungen und Krankenhausmarketing. In: Das Krankenhaus. Band 102, Nr. 5, 2010, S. 419–426. ISSN 0340-3602
- Th. Jäschke: Qualitätssteigerung bei gleichzeitigen Einsparungen – Widerspruch oder Zukunft in der hausärztlichen Versorgung? (= Arbeitspapier der FOM Hochschule für Oekonomie & Management. Volume 15). Essen 2009, ISSN 1865-5610.
- Th. Jäschke: Zuweiserportale. Sichere Bereitstellung von Patientendaten eines Krankenhauses für den behandelnden Arzt. Ein technischer Einblick. Kompakt. Ferdinand Karl Verlag, Dortmund 2009, ISBN 978-3-942162-00-5.
- Th. Jäschke, Th. Lux: Einsatz von Informationstechnologien im Gesundheitswesen. In: C. Thielscher (Hrsg.): Medizinökonomie 2. Springer Verlag, 2017, ISBN 978-3-658-08513-1.
- Th. Jäschke, N. Richard: Facebook – Zahlen, Daten, Fakten. In: A. Lüthy, C. Stoffers (Hrsg.): Social Media und Online-Kommunikation für das Krankenhaus: Konzepte Methoden Umsetzung. Medizinisch Wissenschaftliche Verlagsgesellschaft, 2013, ISBN 978-3-95466-009-4.
- Th. Jäschke: Windows XP: Risiken für den sicheren Betrieb im Gesundheitswesen. In: Ärzteblatt. 2013. (aerzteblatt.de)
- Th. Jäschke: Krankenhaus gehackt — wie sicher ist unsere IT? In: Heilberufe. 1/2017, (springerpflege.de)